# Абиленески парадокс
Абиленески парадокс је психолошка појава која се карактерише тиме да одређене околности неку групу особа наводе да делују против своје воље, из разлога што ниједан од њених чланова нема воље да се супротстави том деловању.
Појава је добила име по анегдоти Џерија Б. Харвеје коју је описао у својој књизи Абилен Парадокс енд Отер Медитешнс он Манаџмент, 1974. године. У њој чланови једне заједнице у граду Колман проводе угодно поподне играјући домине на тераси, све до тренутка када један од утицајних појединаца предложе да оду на ручак у град Абилин. Сви се чланови сложе са тим тим предлогом. Након што су провели четири сата возећи се по врућој, прашњавој цести и установили да је храна у Абиленеу лоша, почну разговарати о искуству. Тада установе да нико од њих није хтео ићи у Абилен, али је пристао како би удовољио другим члановима, који су учинили исто.
Фраза абиленески парадокс или Идемо ли у Абилен? користи како би описала недостатке колективног одлучивања.

## Истраживања
Феномен се објашњава теоријама социјалне психологије о друштвеном конформизму и друштвеном утицају, које сугеришу да су људска бића често веома несклона понашању супротно тренду групе. Према Харвију, до овог феномена може доћи када појединци доживе „анксиозност због акције“—стрес у вези са групом која потенцијално изражава негативне ставове према њима ако не пристану на то. Ова акциона анксиозност произилази из онога што је Харви назвао „негативним фантазијама“ — непријатним визуализацијама онога што би група могла да каже или уради ако су појединци искрени у погледу својих мишљења — када постоји „стварни ризик“ од незадовољства и негативних последица ако не поступе. Појединац може искусити „анксиозност одвајања“, страхујући од искључења из групе.

## Примене теорије
Теорија се често користи да би се објасниле изузетно лоше одлуке у групном одлучивању, посебно идеје о супериорности „владавине по концензусу“. На пример, Харви је навео скандал Вотергејт као потенцијалну инстанцу парадокса на делу. Скандал Вотергејт догодио се у Сједињеним Државама 1970-их када су многи високи званичници Никсонове администрације били у дослуху у заташкавању и можда извршењу провале у седиште Демократског националног комитета у Вашингтону. Харви цитира неколико особа оптужених за заташкавање је указивало на то да су имали личне недоумице око одлуке, али да су се плашили да их изнесу. У једном случају, помоћник кампање Херберт Портер рекао је да он „није био од оних који би устали на састанку и рекли да ово треба прекинути“, што је одлука коју је приписао „страху од притиска групе који би уследио, да није тимски играч“.